# Fachtna Fathach
Fachtna Fathach („Rozważny” lub „Rozsądny”) – legendarny król Ulaidu z dynastii Milezjan (linia Ira, syna Mileda) w latach 57-26 p.n.e. oraz zwierzchni król Irlandii w latach 50-26 p.n.e. Syn Casa, syna Rudraige’a I Mora („Wielkiego”) mac Sithrige, króla Ulaidu i zwierzchniego król Irlandii.
Według „Laud Misc. 610”, średniowiecznego źródła z XV w., Fachtna panował trzydzieści lat nad Ulaidem z Emain Macha, notując na jego temat: Fac[h]tna Fat[h]ac[h] m[a]c Cais m. Rudr[aig]e .xxx. blī[adna] (fol. 107 a 35). Podano tutaj małymi literami rzymską cyfrę XXX, oznaczającą trzydzieści lat panowania. Objął tron po śmierci stryja i arcykróla Congala I Clairingnecha („z Broad Nails”), który zginął z ręki Duacha Dallty Dedada („Przybranego Syna Dedada”). Ten zajął tylko zwierzchni tron irlandzki. Fachtna, po siedmiu latach rządów, pokonał i zabił Duacha w bitwie pod Árd Brestine.
W źródłach są rozbieżności, co do lat jego panowania nad Irlandią. Roczników Czterech Mistrzów podały szesnaście, Księga najazdów Irlandii („Lebor Gabála Érenn”) podała dwadzieścia pięć, zaś Roczniki z Clonmacnoise podały dwadzieścia cztery lata rządów. Niektóre średniowieczne irlandzkie legendy i historyczne tradycje błędnie podały, że był synem Rossy Ruada („Czerwonego”), ukochanym Ness, córki króla Ulaidu Eochaida II Salbuide oraz ojcem jej słynnego syna Conchobara mac Nessa. Fachtna był faktycznie mężem Ness oraz ojczymem jej syna Conchobara. Żona miała go z kochankiem i druidem Cathbadem, który był bratem stryjecznym męża. 
Fachtna złożył wizytę w Ulaidze. Podczas gdy był tam, Eochaid Feidlech („Solidny”), zebrał armię i pomaszerował na Tarę. Z poparciem mieszkańców Ulaidu, Fachtna wyzwał go do walki. Eochaid zgodził się i nazwał pole bitwy Leitir Ruad w Corann (Connacht). Podczas bitwy Eochaid otoczył i ściął głowę Fachtnie, dzięki czemu mógł zagarnąć wolny zwierzchni tron Irlandii. Zaś tron Ulaidu przeszedł na Fergusa I mac Leite, brata stryjecznego zabitego.